# Alecia Sutton
Alecia Kaorie „Sug” Sutton (ur. 17 grudnia 1998 w Saint Louis) – amerykańska koszykarka, występująca na pozycji rozgrywającej, obecnie zawodniczka Phoenix Mercury.
W 2016 wzięła udział w meczu gwiazd amerykańskich szkół średnich McDonald’s High School All-American. Została też zaliczona do II składu Naismith All-America.
16 sierpnia 2020 podpisała umowę z Washington Mystics.
21 września 2020 dołączyła do Ślęzy Wrocław. 2 kwietnia 2022 została zawodniczką ENEA AZS Politechniki Poznań. 10 marca 2023 została zawodniczką Phoenix Mercury.

## Osiągnięcia
Stan na 13 czerwca 2023, na podstawie, o ile nie zaznaczono inaczej.

### NCAA
- Uczestniczka rozgrywek:
  - Sweet 16 turnieju NCAA (2017, 2018)
  - turnieju NCAA (2017–2019)
- MVP turnieju Gulf Coast Showcase (2018)
- Zaliczona do:
  - I składu:
    - Big 12 (2019)
    - turnieju Big 12 (2019)
    - Academic All-Big 12 (2020)

  - II składu:
    - Big 12 (2020)
    - Academic All-Big 12 (2020)

  - Spring Big 12 Commissioner's Honor Roll (2017, 2019, 2020)
  - Fall Big 12 Commissioner's Honor Roll (2018, 2019)

### Indywidualne
- MVP kolejki EBLK (11 – 2022/2023)[8]
- Zaliczona do I składu kolejki EBLK (9, 11 – 2022/2023)[9][10]

### Reprezentacja
- Wicemistrzyni świata U–19 (2017)